# 高本公夫
高本 公夫（たかもと きみお、1939年 - 1994年10月16日）は昭和後期に活躍した競馬評論家、作家。

## 人物
北海道色丹島出身。明治大学文学部卒業。北海道内の私立高校で英語教師を務めていたが、35歳の時に作家を志して再上京。1977年、小池一夫主宰の「劇画村塾」に参加。
出版業界に顔を出している内に、趣味である競馬の予想にまつわる『競馬で勝って歓喜する本』・『馬券革命』シリーズなど主に中央競馬の馬券予想に関する競馬予想理論の本を著し、これらがヒットして時代の寵児となる。
サイン理論（暗号馬券理論）の事実上の元祖として知られており、そのため競馬業界ではそのような予想のことを「タカモト式」（あるいは単に「タカモト」）と呼ぶほどである。競馬予想本や新聞等のコラムでの勝ち馬予想などの著述の他にも、推理小説の執筆や競馬劇画の原作者としての顔も持っていた。
高本の「サイン」という馬券予想の理論がエポックメイキングとされたのは、それまで馬券理論の本と言えば血統や持ちタイム・出目に基づく分析しかなかったところに、競馬場の内外で徹底的な情報収集を繰り返し、さらには祖父の地方競馬調教師の経験などを踏まえて、馬主経済・厩舎人脈・日本中央競馬会（JRA）の集客戦略や競走馬の生理面などの要素の必然性を理路整然と唱え、これらを具体的なレースの勝ち馬予想にまで持ち込んだところにある。実際、まだ知名度が高まらないうちに東京スポーツに連載していたコラムでは、週半ばの段階で厩舎情報に基づく勝ち馬予言をして、それが次々に的中するなどしており、これが信奉者を爆発的に増やす原動力となった。
しかし、厩舎と競馬関係者の競馬場界隈から郊外部のトレーニングセンターへの移転やJRAの取材システムの変化などといった時代の変遷と共に、高本の「サイン」予想に必要な各種情報の入手が困難となったことでその全盛期は終わり、後期の著作は専らJRAの集客戦略のみにフォーカスした「枠順に作為あり」として強引に暗号解読を試みるオカルト的な内容になり、結局は後続の予想家や競馬ライターたちが続々と作り出した「サイン理論」の後発亜流に飲み込まれた。
1994年、高校の同窓会に出席するために札幌市に滞在中、脳内出血を発症して倒れて死去。享年55歳。
息子の高本達矢も競馬評論家であり、父の後を継いで馬券本を数多く著している。